# Opsozelia discalis
Opsozelia discalis là một loài ruồi trong họ Tachinidae.